# 1124
El 1124 (MCXXIV) fou un any de traspàs començat en dimarts del calendari julià.

## Esdeveniments
- Pontificat d'Honori II

## Naixements
- Muhàmmad ibn Mardanix, conegut també com a rei Llop, líder muladí

## Necrològiques
- Calixt II, Papa catòlic